# Roncherolles-sur-le-Vivier
Roncherolles-sur-le-Vivier est une commune française située dans le département de la Seine-Maritime en région Normandie.

## Géographie

### Localisation
La commune fait partie de la Métropole Rouen Normandie.
Commune normande boisée située près du Robec, sur le plateau de la Ronce.
| Fontaine-sous-Préaux   |                            | Préaux                     |
| Saint-Martin-du-Vivier | Roncherolles-sur-le-Vivier |                            |
| Darnétal               |                            | Saint-Jacques-sur-Darnétal |

### Hydrographie
La commune est située dans le bassin Seine-Normandie. Elle est drainée par le Robec,.
Un plan d'eau complète le réseau hydrographique : la mare de Bimare (0 ha),.

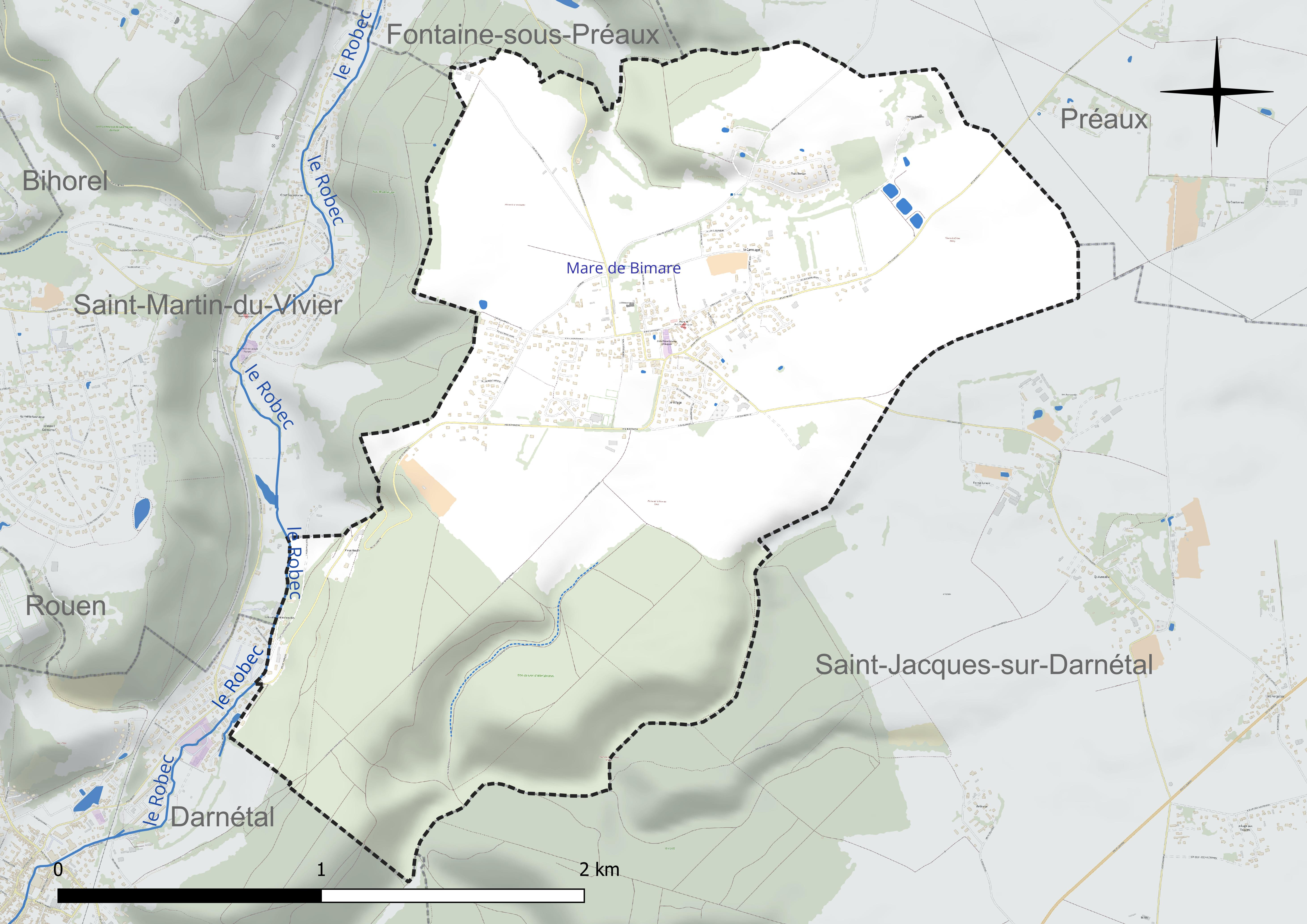
Réseau hydrographique de Roncherolles-sur-le-Vivier.

### Climat
Pour des articles plus généraux, voir Climat de la Normandie et Climat de la Seine-Maritime.
En 2010, le climat de la commune est de type climat océanique dégradé des plaines du Centre et du Nord, selon une étude du CNRS s'appuyant sur une série de données couvrant la période 1971-2000. En 2020, Météo-France publie une typologie des climats de la France métropolitaine dans laquelle la commune est exposée à un climat océanique et est dans la région climatique Côtes de la Manche orientale, caractérisée par un faible ensoleillement (1 550 h/an) ; forte humidité de l’air (plus de 20 h/jour avec humidité relative > 80 % en hiver), vents forts fréquents. Parallèlement le GIEC normand, un groupe régional d’experts sur le climat, différencie quant à lui, dans une étude de 2020, trois grands types de climats pour la région Normandie, nuancés à une échelle plus fine par les facteurs géographiques locaux. La commune est, selon ce zonage, exposée à un « climat maritime », correspondant au Pays de Caux, frais, humide et pluvieux, légèrement plus frais que dans le Cotentin.
Pour la période 1971-2000, la température annuelle moyenne est de 10,3 °C, avec une amplitude thermique annuelle de 14,2 °C. Le cumul annuel moyen de précipitations est de 868 mm, avec 13,3 jours de précipitations en janvier et 8,8 jours en juillet. Pour la période 1991-2020, la température moyenne annuelle observée sur la station météorologique la plus proche, située sur la commune de Rouen à 7 km à vol d'oiseau, est de 12,6 °C et le cumul annuel moyen de précipitations est de 817,9 mm,. Pour l'avenir, les paramètres climatiques de la commune estimés pour 2050 selon différents scénarios d’émission de gaz à effet de serre sont consultables sur un site dédié publié par Météo-France en novembre 2022.

### Milieux naturels et biodiversité

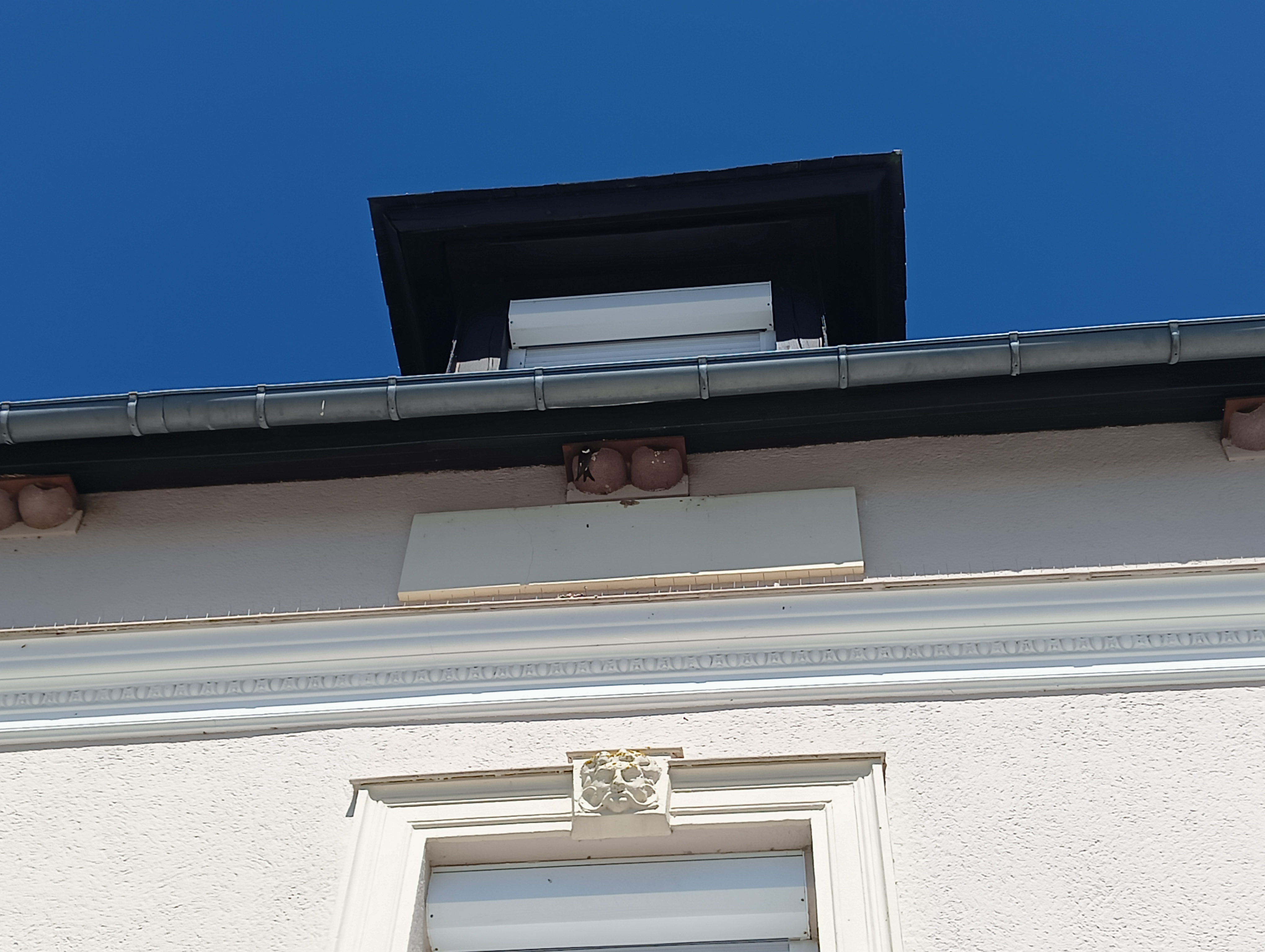
Hirondelle revenant au nid pour nourrir ses enfants sur la façade de l'immeuble de l'Orme (10 août 2024).

Au début du mois de mai, les hirondelles reviennent d'Afrique pour nicher dans la commune. Depuis plus d'une dizaine d'années, elles élisent domicile à Roncherolles-sur-le-Vivier.
Venant nicher auparavant dans l'ancien corps de ferme du centre bourg, elles profitent désormais du nouvel écoquartier de la commune (dont les travaux ont commencé en 2008 et se sont terminés en 2016) qui comporte tout ce qui est nécessaire pour leur assurer un bon séjour :
- les 2 mares qui viennent fournir de l'eau et de la boue, indispensables pour la construction des nids, mais aussi des insectes et fait donc aussi office de garde-manger
- de la paille et autres brindilles grâce aux champs non loin qui avec la boue sert à construire et consolider les nids.« Tour à hirondelles » dans le parc de l'écoquartier.

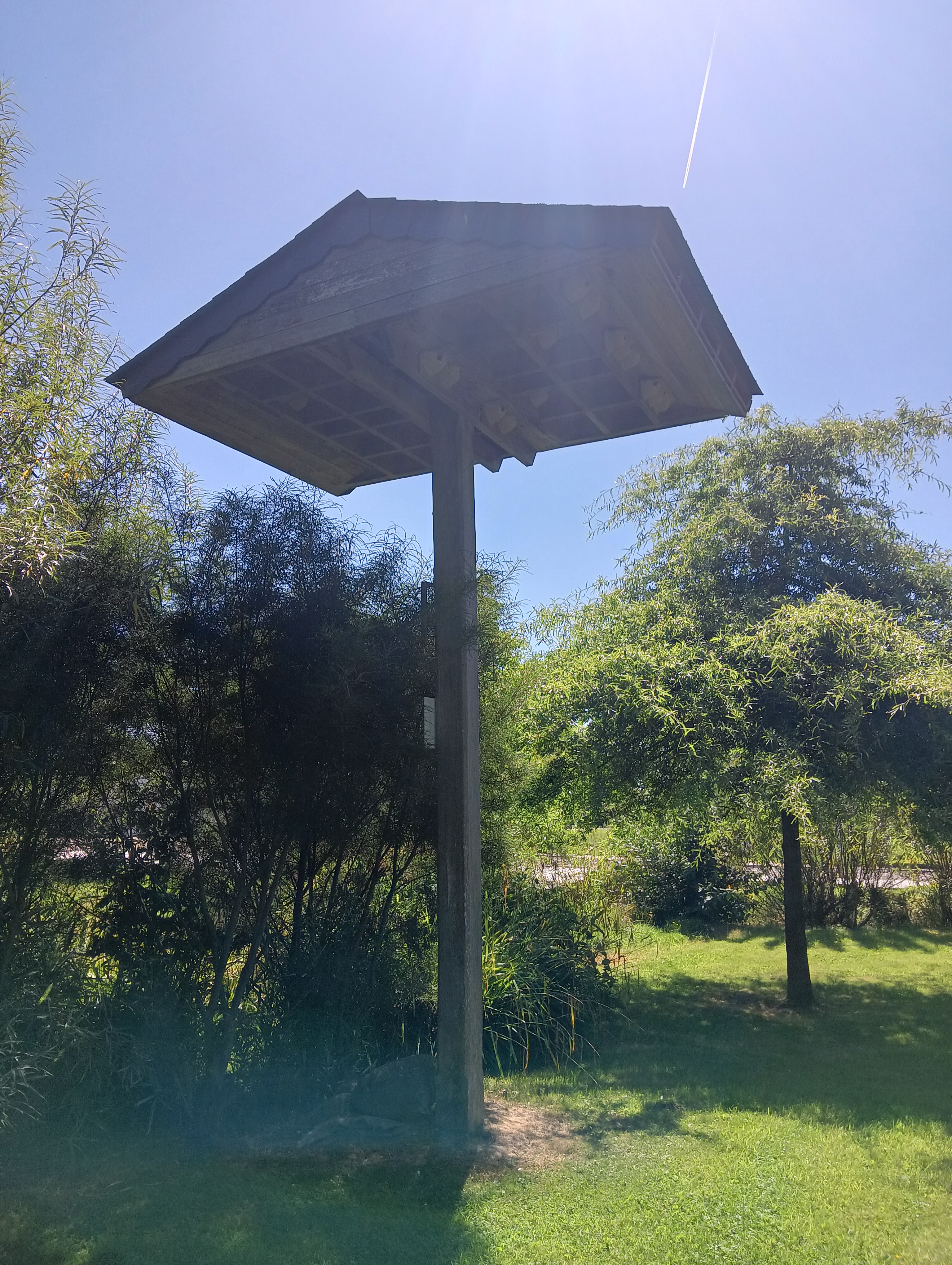
« Tour à hirondelles » dans le parc de l'écoquartier.

- des toits pour construire leur habitat avec notamment la construction d'une « tour à hirondelles » :

"Il s'agit d'une plateforme de 2,50 m sur 2,50 m, disposée en haut d'un mât de 4 mètres surmontée d'un toit. Des nids artificiels y sont fixés, afin de faciliter la nidification et la reproduction des hirondelles. Cette structure, proposée par la Ligue pour la protection des oiseaux, était la deuxième installée en France à l'époque, après avoir fait ses preuves en Belgique."

## Urbanisme

### Typologie
Au 1er janvier 2024, Roncherolles-sur-le-Vivier est catégorisée ceinture urbaine, selon la nouvelle grille communale de densité à sept niveaux définie par l'Insee en 2022.
Elle est située hors unité urbaine. Par ailleurs, la commune fait partie de l'aire d'attraction de Rouen, dont elle est une commune de la couronne,. Cette aire, qui regroupe 317 communes, est catégorisée dans les aires de 200 000 à moins de 700 000 habitants,.

### Occupation des sols
L'occupation des sols de la commune, telle qu'elle ressort de la base de données européenne d’occupation biophysique des sols Corine Land Cover (CLC), est marquée par l'importance des territoires agricoles (52,2 % en 2018), en diminution par rapport à 1990 (55,8 %). La répartition détaillée en 2018 est la suivante : 
terres arables (46 %), forêts (34,4 %), zones urbanisées (13,4 %), prairies (6,2 %). L'évolution de l’occupation des sols de la commune et de ses infrastructures peut être observée sur les différentes représentations cartographiques du territoire : la carte de Cassini (XVIIIe siècle), la carte d'état-major (1820-1866) et les cartes ou photos aériennes de l'IGN pour la période actuelle (1950 à aujourd'hui).

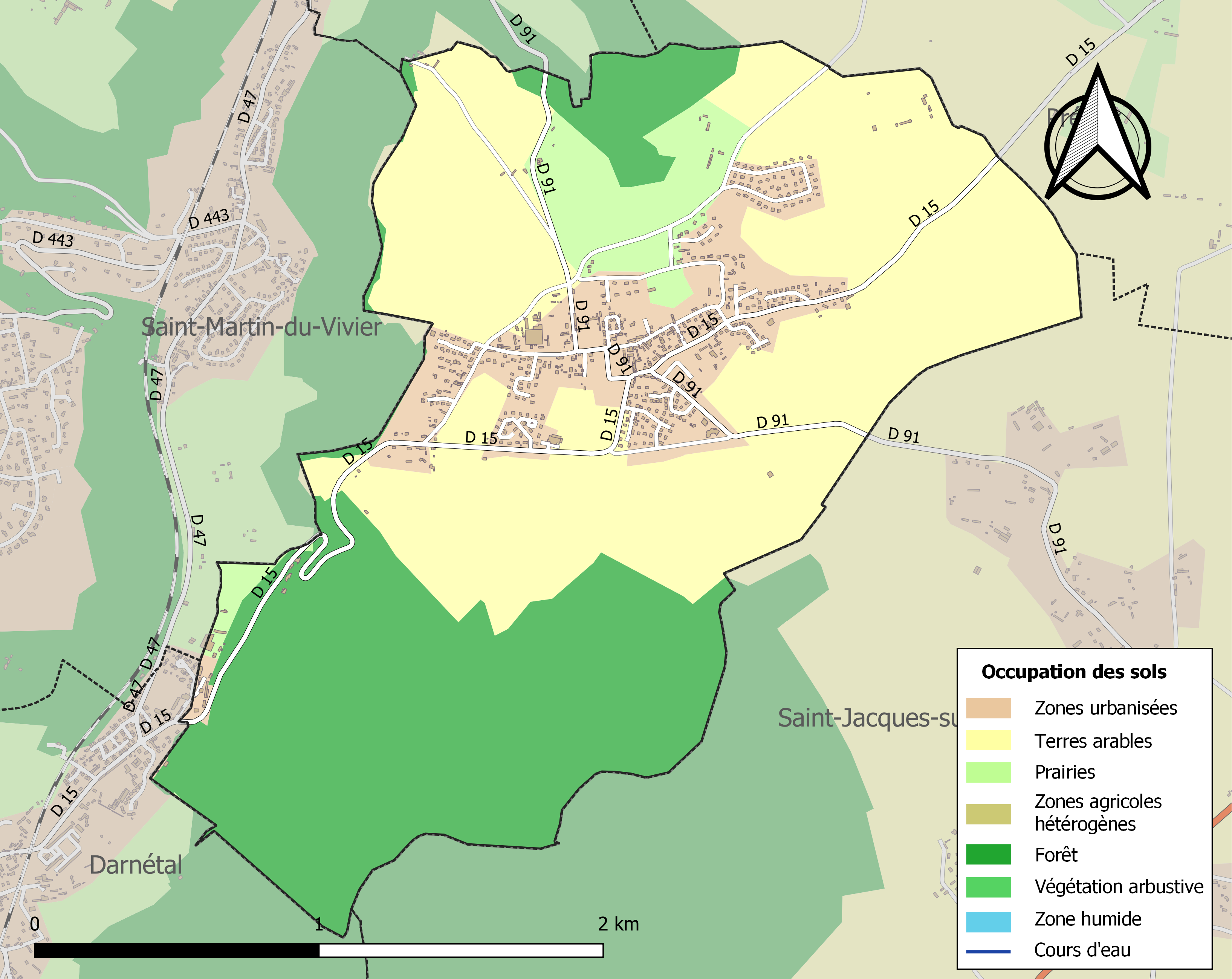
Carte des infrastructures et de l'occupation des sols de la commune en 2018 (CLC).

### Lieux-dits, hameaux et écarts
Le Bois-Breton.

### Voies de communication et transports
Roncherolles-sur-le-Vivier est desservie par des lignes scolaires qui desservent les collèges de Darnétal (342) et Isneauville (322), ainsi que le lycée Gustave-Flaubert à Rouen (301). La commune est également desservie par un service de transport à la demande, le Filo'r. Cette ligne permet de rejoindre plusieurs villes ou villages comme Darnétal (correspondance avec la ligne T3 de l'infrastructure TEOR) ou Isneauville (correspondance avec la ligne F1 de l'infrastructure FAST).
La gare ferroviaire la plus proche est la gare de Rouen.

## Toponymie
Le nom de la localité est attesté sous les formes Apud Ronceroles en 1191 ; Ecclesia de Roncherolis super Vivarium vers 1240 ; Apud Ronqueroles en 1258 ;  In parrochia Sancte Trinitatis de Roncherolis en 1277 ; Roncheroles sus le Vivier en 1297, en 1306 et en 1319 ; Roncherolles supra Vivarium en 1337 ; Roncherolles sur le Vivier en 1431.
*ronchière, variante normande de la langue d'oil roncière « lieu plein de ronces » avec le suffixe diminutif -ole au pluriel.
Le déterminant locatif est emprunté à Le Vivier, ancienne appellation de Saint-Martin-du-Vivier, paroisse voisine qui tire son nom du petit ruisseau qui s'y trouve et qui se jette dans le Robec. Vivier est issu du latin vivarium, ce mot désignait une pièce d'eau d'abord aménagée par un simple barrage de branchages ou de pierres puis maçonné sur un cours d'eau où l'on se contentait de nourrir le poisson avant de le pêcher.

## Politique et administration

### Intercommunalité
La commune est membre de la Métropole Rouen Normandie.

### Administration municipale
Le nombre d'habitants à Roncherolles-sur-le-Vivier étant supérieur à 500 et inférieur à 1 499, le nombre de conseillers municipaux est de quinze.

### Liste des maires
| Période                                  | Période                       | Identité                          | Étiquette | Qualité                                                                                    |
| ---------------------------------------- | ----------------------------- | --------------------------------- | --------- | ------------------------------------------------------------------------------------------ |
| Les données manquantes sont à compléter. |                               |                                   |           |                                                                                            |
| 1790                                     | 1791                          | François Hautemer                 |           |                                                                                            |
| 1791                                     | 1792                          | Jacques Cordonnier                |           |                                                                                            |
| 1792                                     | 1793                          | Jean Maleuvre                     |           |                                                                                            |
| 1793                                     | 1795                          | Jacques Cordonnier                |           |                                                                                            |
| juillet 1795                             | novembre 1795                 | François Hautemer                 |           |                                                                                            |
| 1800                                     | 1803                          | François Logez                    |           |                                                                                            |
| 1808                                     | 1813                          | François Pelgas                   |           |                                                                                            |
| 1813                                     | 1815                          | Alexandre Dominique Le Painturier |           | Baron de Guillerville, chevalier de Saint-Louis                                            |
| mai 1815                                 | juillet 1815                  | César Damour                      |           |                                                                                            |
| 1815                                     | 1830                          | Alexandre Dominique Le Painturier |           | Baron de Guillerville, chevalier de Saint-Louis                                            |
| 1830                                     | 1846                          | César Damour                      |           |                                                                                            |
| 1846                                     | 1853                          | Adolphe Poignant                  |           |                                                                                            |
| 1853                                     | 1871                          | Alexandre Le Painturier           |           | Baron de Guillerville                                                                      |
| 1871                                     | 1874                          | Pierre Delahaye                   |           |                                                                                            |
| 1874                                     | 1878                          | Alexandre Le Painturier           |           | Baron de Guillerville                                                                      |
| 1878                                     | 1903                          | Alexandre Damour                  |           |                                                                                            |
| 1903                                     | 25 mars 1925                  | Georges Henri Lormier             |           | Avocat, directeur du musée de la Céramique de Rouen                                        |
| 1925                                     | 1929                          | Albert Edeline                    |           |                                                                                            |
| 1929                                     | 1934                          | Marin Béné                        |           |                                                                                            |
| 1934                                     | 1935                          | Jean Beaurain                     |           |                                                                                            |
| 1935                                     | 1945                          | Julien Vergne                     |           |                                                                                            |
| 1945                                     | 1949                          | Albert Edeline                    |           |                                                                                            |
| 1949                                     | 1965                          | Alphonse Dormesnil                |           |                                                                                            |
| 1965                                     | 1977                          | Jean Saint-Martin                 |           |                                                                                            |
| mars 1977                                | 2014                          | Bernard Jeanne                    | PS        | Professeur agrégé de géographie                                                            |
| 2014                                     | En cours (au 18 juillet 2024) | Sylvaine Santo                    | DVG       | Vice-présidente de la Métropole Rouen Normandie (2020 → ) Réélue pour le mandat 2020-2026, |

Cette liste est présente sur une plaque située dans la mairie de la commune.

## Équipements et services publics

### Enseignement
L'enseignement des élèves de la commune se fait aux écoles publiques Les Émouquets ("épervier" en cauchois), de la pré élémentaire à l'élémentaire. La commune relève de l'académie de Normandie.

### Justice, sécurité, secours et défense
La commune dépend de la brigade de gendarmerie de Saint-Jacques-sur-Darnétal.

## Population et société

### Démographie
L'évolution du nombre d'habitants est connue à travers les recensements de la population effectués dans la commune depuis 1793. Pour les communes de moins de 10 000 habitants, une enquête de recensement portant sur toute la population est réalisée tous les cinq ans, les populations de référence des années intermédiaires étant quant à elles estimées par interpolation ou extrapolation. Pour la commune, le premier recensement exhaustif entrant dans le cadre du nouveau dispositif a été réalisé en 2004.

En 2022, la commune comptait 1 255 habitants, en évolution de +17,73 % par rapport à 2016 (Seine-Maritime : +0,35 %, France hors Mayotte : +2,11 %).
| 1793 | 1800 | 1806 | 1821 | 1831 | 1836 | 1841 | 1846 | 1851 |
| ---- | ---- | ---- | ---- | ---- | ---- | ---- | ---- | ---- |
| 481  | 473  | 497  | 539  | 570  | 583  | 597  | 601  | 574  |

| 1856 | 1861 | 1866 | 1872 | 1876 | 1881 | 1886 | 1891 | 1896 |
| ---- | ---- | ---- | ---- | ---- | ---- | ---- | ---- | ---- |
| 485  | 462  | 438  | 445  | 426  | 389  | 388  | 386  | 360  |

| 1901 | 1906 | 1911 | 1921 | 1926 | 1931 | 1936 | 1946 | 1954 |
| ---- | ---- | ---- | ---- | ---- | ---- | ---- | ---- | ---- |
| 395  | 396  | 366  | 356  | 381  | 391  | 362  | 398  | 438  |

| 1962 | 1968 | 1975 | 1982 | 1990  | 1999  | 2004  | 2006  | 2009  |
| ---- | ---- | ---- | ---- | ----- | ----- | ----- | ----- | ----- |
| 387  | 378  | 505  | 845  | 1 069 | 1 092 | 1 077 | 1 107 | 1 094 |

| 2014  | 2019  | 2022  | - | - | - | - | - | - |
| ----- | ----- | ----- | - | - | - | - | - | - |
| 1 072 | 1 209 | 1 255 | - | - | - | - | - | - |

### Sports et loisirs
Badminton, football, gymnastique, course à pied, marche nordique, randonnée, tennis.

### Vie associative
- Association Moutontond

### Cultes
Roncherolles-sur-le-Vivier appartient à la paroisse Saint-Jacques de Saint-Jacques-sur-Darnétal qui fait partie du doyenné Rouen-Nord de l'archidiocèse de Rouen.

### Médias
- Le quotidien Paris Normandie et l'hebdomadaire Le Bulletin de l'arrondissement de Rouen relatent les informations locales.
- La commune est située dans le bassin d'émission de la chaîne de télévision France 3 Normandie.

## Économie

### Emploi

#### Population active, emploi et chômage au sens du recensement en 2022
| Type d'activité                                        | 2011 | 2016 | 2022 |
| ------------------------------------------------------ | ---- | ---- | ---- |
| Ensemble                                               | 724  | 651  | 733  |
| Actif·ves en %                                         | 67.1 | 74.1 | 74.5 |
| Actif·ves ayant un emploi en %                         | 63.5 | 69.2 | 68.0 |
| Chômeur·ses en %                                       | 3.6  | 4.8  | 6.5  |
| Inactif·ves en %                                       | 32.9 | 25.9 | 25.5 |
| Élèves, étudiant·es et stagiaires non rémunéré·es en % | 10.1 | 9.9  | 11.5 |
| Retraité·es ou préretraité·es en %                     | 18.6 | 12.0 | 8.9  |
| Autres inactif·ves en %                                | 4.2  | 4.1  | 5.1  |

| Genre et âge | Population | Actif·ves | Taux d'activité en % | Actif·ves ayant un emploi | Taux d'emploi en % |
| Ensemble     | 733        | 547       | 74.5                 | 499                       | 68.0               |
| ------------ | ---------- | --------- | -------------------- | ------------------------- | ------------------ |
| 15 à 24 ans  | 121        | 33        | 27.4                 | 22                        | 18.0               |
| 25 à 54 ans  | 440        | 417       | 94.8                 | 390                       | 88.7               |
| 55 à 64 ans  | 173        | 96        | 55.7                 | 87                        | 50.2               |
| Hommes       | 351        | 265       | 75.5                 | 241                       | 68.7               |
| 15 à 24 ans  | 61         | 18        | 28.9                 | 11                        | 18.7               |
| 25 à 54 ans  | 206        | 199       | 96.5                 | 188                       | 91.4               |
| 55 à 64 ans  | 85         | 49        | 57.9                 | 42                        | 49.3               |
| Femmes       | 382        | 281       | 73.6                 | 257                       | 67.4               |
| 15 à 24 ans  | 60         | 16        | 25.9                 | 10                        | 17.3               |
| 25 à 54 ans  | 234        | 219       | 93.4                 | 202                       | 86.3               |
| 55 à 64 ans  | 88         | 47        | 53.6                 | 45                        | 51.2               |

| Nombre de chômeur·ses et taux de chômage | 2011 | 2016 | 2022 |
| ---------------------------------------- | ---- | ---- | ---- |
| Nombre de chômeur·ses                    | 26   | 31   | 48   |
| Taux de chômage en %                     | 5.3  | 6.5  | 8.7  |
| Taux de chômage des 15 à 24 ans          | 20.5 | 22.8 | 34.3 |
| Taux de chômage des 25 à 54 ans          | 3.3  | 6.2  | 6.5  |
| Taux de chômage des 55 à 64 ans          | 7.1  | 2.3  | 9.8  |

| Statut professionnel | 2011 | %     | 2016 | %     | 2022 | %     |
| Ensemble             | 122  | 100.0 | 130  | 100.0 | 123  | 100.0 |
| -------------------- | ---- | ----- | ---- | ----- | ---- | ----- |
| Salarié·es           | 100  | 81.8  | 106  | 82.1  | 104  | 84.9  |
| dont femmes          | 53   | 43.7  | 45   | 34.8  | 46   | 37.7  |
| dont temps partiel   | 24   | 19.5  | 19   | 14.7  | 18   | 14.9  |
| Non-salarié·es       | 22   | 18.2  | 23   | 17.9  | 19   | 15.1  |
| dont femmes          | 4    | 3.2   | 8    | 6.2   | 6    | 5.1   |
| dont temps partiel   | 1    | 0.8   | 2    | 1.6   | 2    | 1.7   |

Sources : Recensement de l'INSEE 2022

## Culture locale, patrimoine etmatrimoine

### Lieux et monuments

#### Mare de Bimare

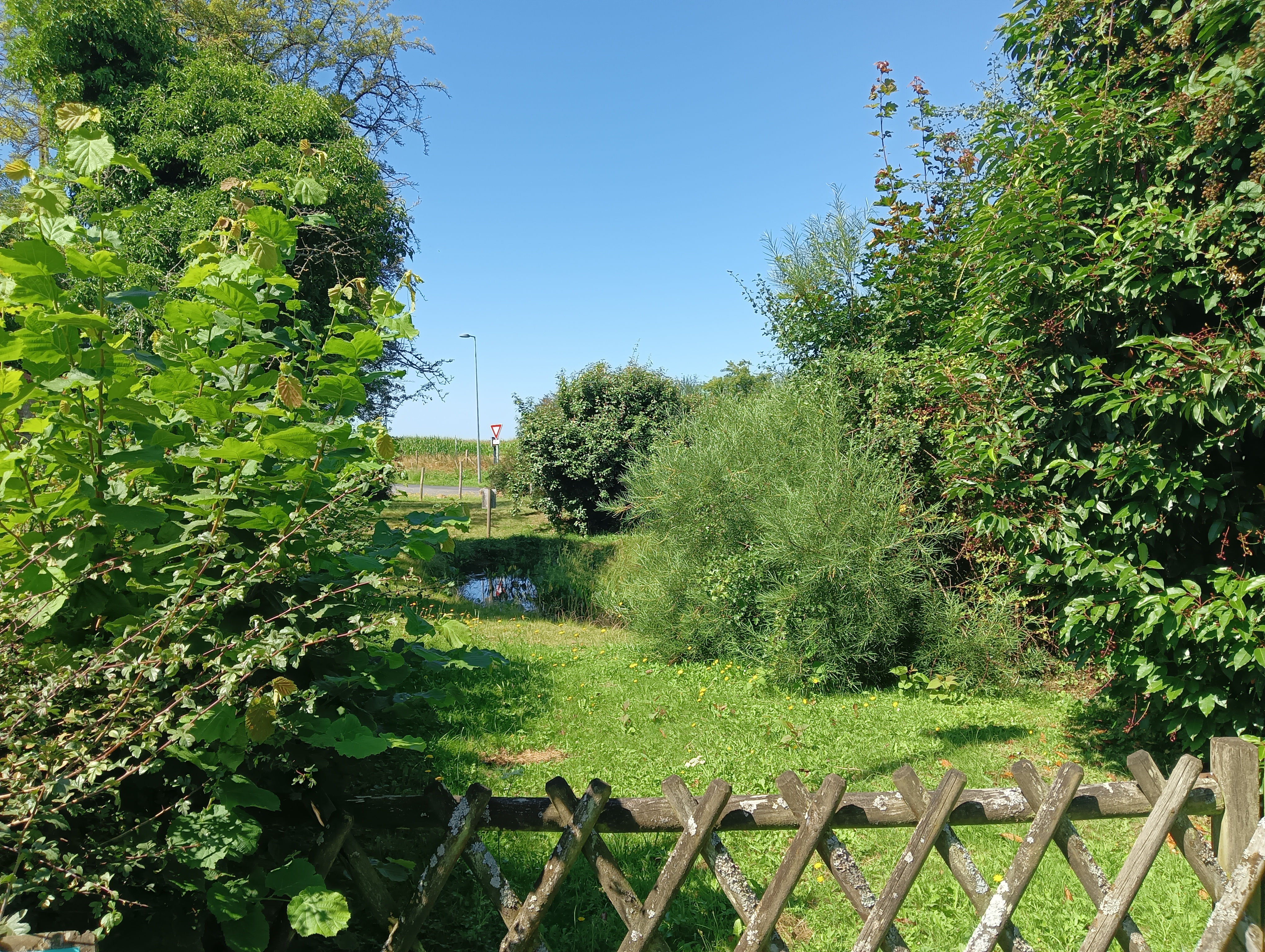
Mare de Bimare.

Une des nombreuses mares du village. Elle fut notamment le centre de grandes querelles entre le propriétaire du manoir de Bimare et le seigneur de Guillerville après la révolution.

#### Église de la Trinité

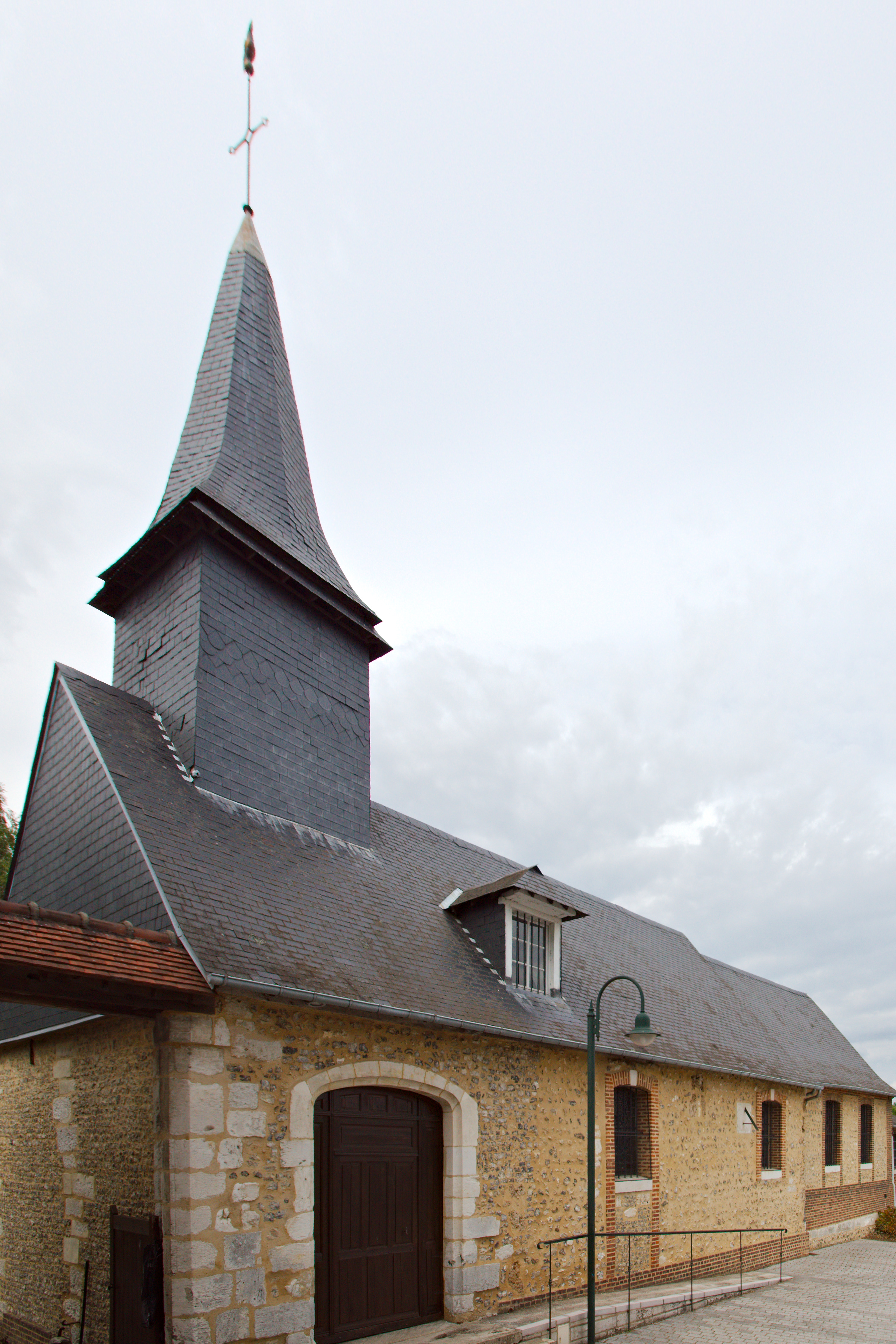
L'église de la Trinité.

Dédiée à la Sainte Trinité, l'église de Roncherolles-sur-le-Vivier est située au centre du village. Dans le prolongement de l'immeuble de l'Orme, elle limite, au nord, la place Georges-Lormier. Le matériau employé dans le mur nord, du silex taillé, et son appareillage permettent de penser que les parties les plus anciennes de l'église datent du XIIIe siècle. La plus ancienne représentation de l'église date du plan terrier de 1664 (XVIIe siècle). Le clocher était au centre de l'église. Il y est probablement resté jusqu'à la fin du XVIIIe siècle.
En 1836, le chœur fut démoli et reconstruit avec une largeur égale à celle de la nef. En 1886, c'est la nef qui fut restaurée. Les tuiles qui la couvraient furent remplacées par des ardoises. Les deux lucarnes qui font le charme de l'église furent heureusement conservées. À partir de 1980 commença une restauration complète : toiture, clocher, coq, pignon ouest et réfection de l'intérieur avec mise à jour des boiseries.
Avec le réaménagement de la place Georges-Lormier en 2007, la restauration de l'église a été engagée. Elle permet d'apprécier son architecture. La façade raconte son histoire. La nef a subi de nombreux remaniements. Certains pans de mur datent du XVe ou du XVIe siècle. Le chœur est plus récent : il a été reconstruit, avec la sacristie, en 1836. L'éclairage intérieur de l'église met en valeur les vitraux.

#### Cadran solaire

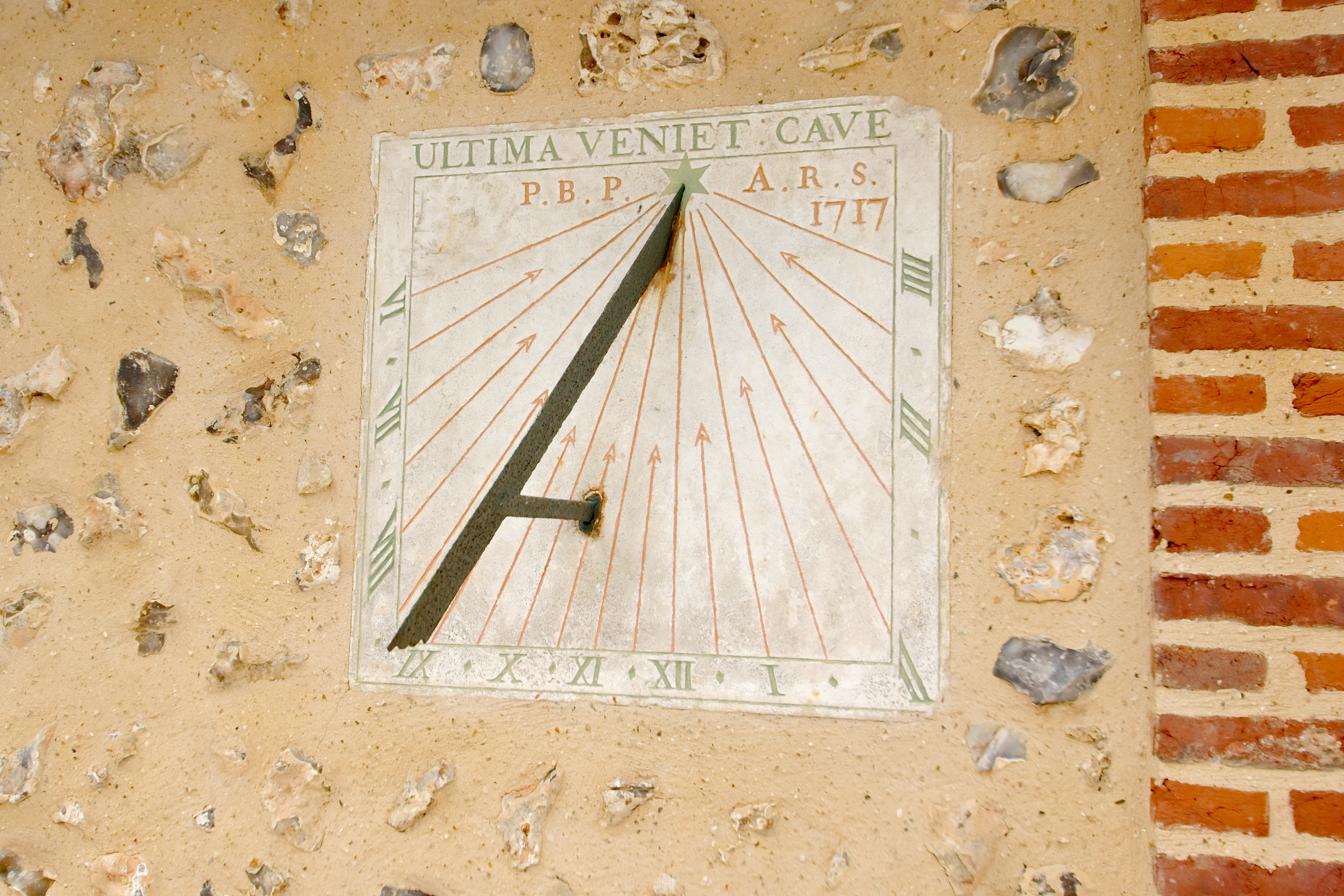
Cadran solaire de l’église.

Depuis 1717, un cadran solaire orne la façade sud de l'église. L'inscription en latin ULTIMA VENIET CAVE (« Ta dernière heure approche, prends garde ») s'adressait aux vivants traversant le cimetière qui a entouré l'église jusqu'à 1854.

#### Les Ronces de la Liberté

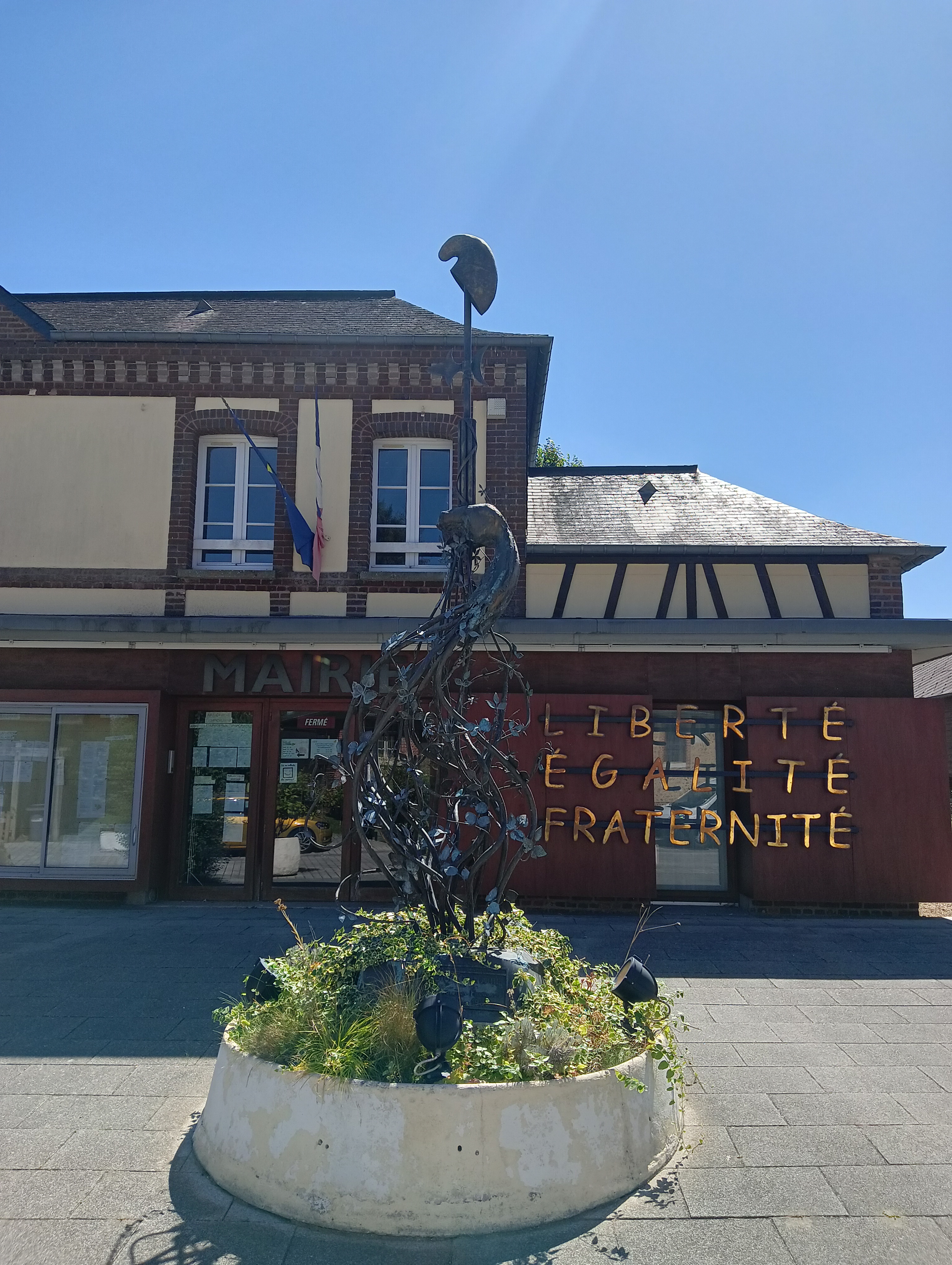
Les Ronces de la Liberté.

Les Ronces de la Liberté est une sculpture réalisée par José Torres, sculpteur et habitant de la commune, en 1989 à l'occasion du bicentenaire de la Révolution française.
"Comme l'unité du corps se fait de la présence de toutes ses cellules, la Nation est le corps unitaire et vivant de l'assemblée des citoyens. Cette réalité n'est pas quelque chose de passif, mais l'action vibrante et passionnée d'un peuple en marche.
1789 à Roncherolles-sur-le-Vivier, ce sont des femmes et des hommes, chair de travail et chair de sentiments, qui sont partis à la conquête de leur dignité. Ces gens simples ne demandaient qu'à vivre honnêtement de leur travail. Cela, ils le voulaient avec force et avec générosité. Ils l'obtinrent au prix de sacrifices et de sang. Ce monument veut rappeler ce qu'on fait les Roncherollais de 1789, nos aïeux par le labeur et par la peine.
Enracinés dans le terroir, vivaces et foisonnantes, les ronces s'élèvent en s'entrecroisant. Les plus fortes soutiennent les plus fragiles. Le buisson se dresse au-dessus de l'eau, le Robec, où se concentre désormais le travail des filatures mûes par le courant de la rivière.
Les ronces s'unissent et se solidarisent pour brandir la pique, l'instrument de la révolte contre les abus, et le bonnet phrygien, la coiffe réservée dans l'Antiquité aux Hommes libres.
Éprouver la montée grondante de l'exigence humaine qui emplit nos aïeux et qui les fit grands, c'est les comprendre et assumer la sauvegarde de notre bien commun : la Liberté."

#### Manoir de Bimare

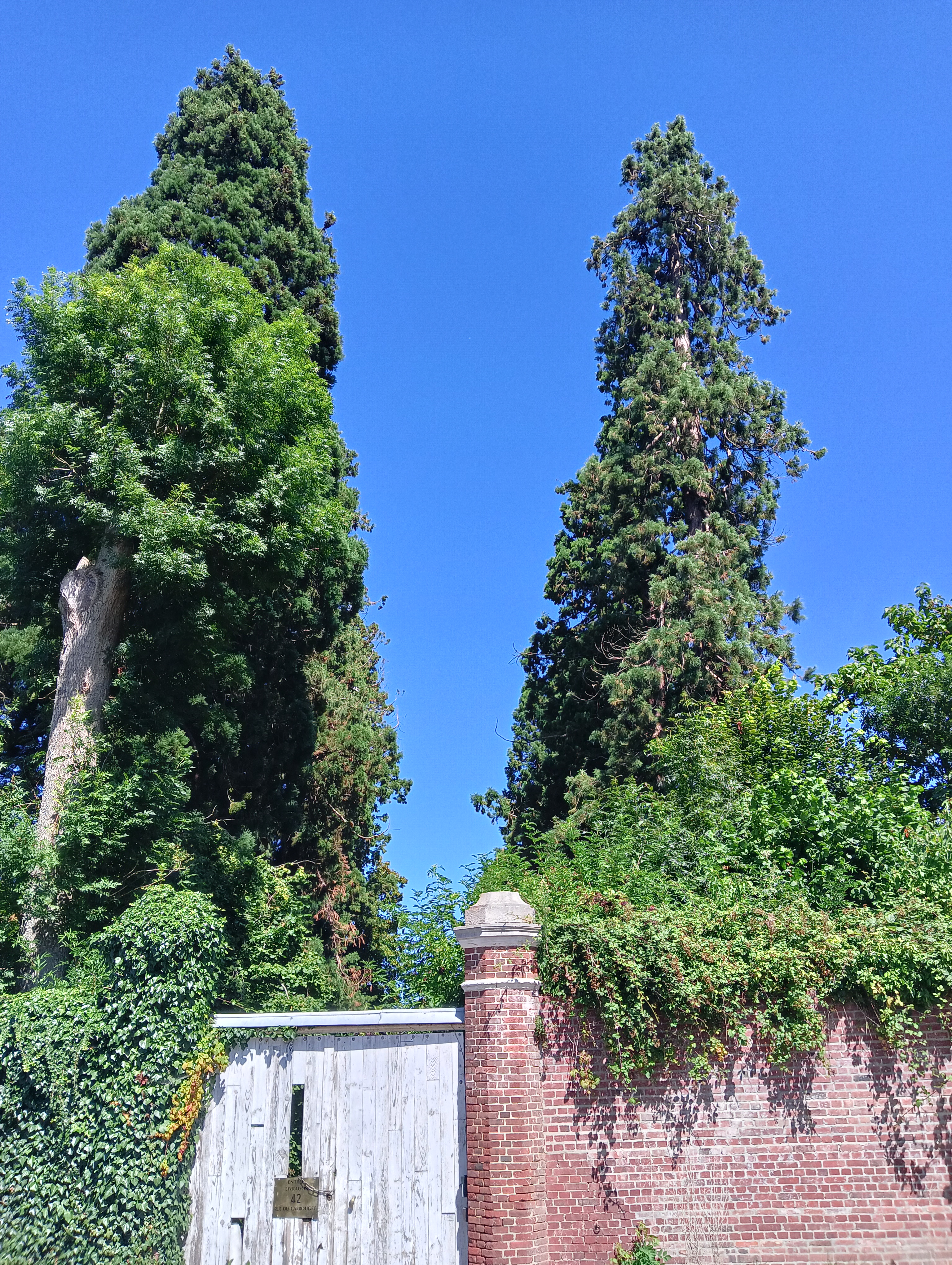
Entrée du manoir de Bimare avec vue sur les séquoias géants.

Le manoir de Bimare est un ancien pavillon de convalescence des moines de l'abbaye Saint-Ouen de Rouen. Richard Le Brument, un négociant, l'acquit en 1743 et le transforma en y ajoutant une aile et en plantant une allée de tilleuls. Un de ses descendants, Louis Boutillier, remplaça, en 1858, les tilleuls par des « Wellingtonia » ou « Séquoia géant » qui permettent de repérer Roncherolles-sur-le-Vivier depuis tout le plateau environnant. Le manoir est toujours une propriété privée aujourd'hui.

#### Château de Guillerville
Vers 1730, Messire Alexandre Dominique Le Painturier, conseiller secrétaire du roi, directeur de la Monnaie de Rouen, seigneur de Guillerville et de Ricarville, fit l'acquisition d'une bâtisse qu'il allait, pendant dix ans, transformer pour en faire un château : le château de Guillerville. Il construisit deux ailes imposantes, une chapelle privée et une écurie. Le caveau familial se situe au cimetière du Père-Lachaise.
Deux barons de Guillerville furent maires de Roncherolles au XIXe siècle :
- Alexandre Dominique Le Painturier, son petit-fils, de 1813 à 1815 puis de 1815 à 1830 ;
- Alexandre Le Painturier, son arrière-petit-fils, de 1853 à 1871 puis de 1874 à 1878.

Georges Henri Lormier (voir ci-dessous), maire de la commune de 1903 à 1925, habita le château jusqu'en 1925.
Une mine de plomb sur papier du château datant de 1865 est conservée au musée départemental breton de Quimper.

### Personnalités liées à la commune
- Edmond About (1828-1885), écrivain, journaliste et critique d'art français, membre de l’Académie française, y a vécu.
- Georges Henri Lormier (né le 14 février 1862 à Rouen ; mort le 3 novembre 1932 à Chatou), maire et conseiller général de la Seine-Inférieure, chevalier de la Légion d'honneur[39], croix de guerre 1914-1918[40].
- Georges Durand-Viel (1875-1959), officier général de la Marine française, y a vécu.
- Wilfrid Baumgartner (1902-1978), haut fonctionnaire et homme politique, y a vécu.

### Héraldique, logotype et devise

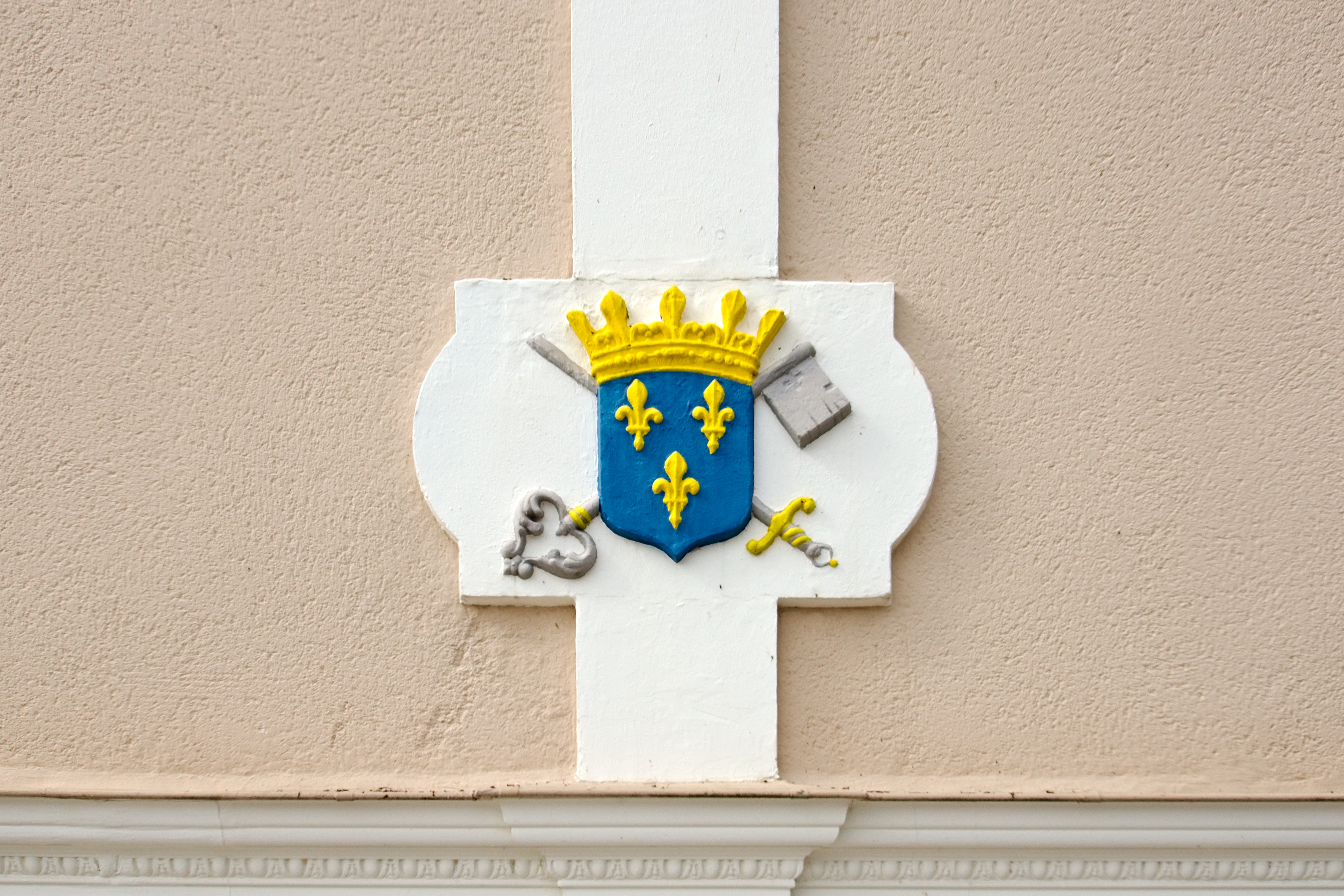
Blason de l'abbé de Saint-Ouen sur la façade de l'immeuble de L'Orme.

Depuis la restauration de l'immeuble de l'Orme, en face de la bibliothèque municipale et de l'épicerie de la commune, en 1985, un blason orne sa façade. Il reproduit les armoiries de l'abbé de Saint-Ouen, celles qui figurent sur le plan terrier de 1664 exposé dans le hall de la mairie. L'abbaye de Saint-Ouen possédait la plus grande partie du village, église, terres et maisons d'habitation.
L'épée rappelle l'origine noble de l'abbé et la clé sa charge. Le blason, un écu d'azur à trois fleurs de lys d'or, est surmonté d'une couronne.